# Проспект Абылай хана (Алма-Ата)
Проспект Абылай хана (каз. Абылай хан даңғылы) — проспект в Алма-Ате, находится в Алмалинском и Жетысуском районах города, между улицами Панфилова и Желтоксан (бывшая Мира). На юге при пересечении с проспектом Абая, замыкается современным зданием Национальной библиотеки; на севере, зданием железнодорожного вокзала станции «Алматы 2». Проспект начинается от привокзальной площади и пересекает проспект Райымбека, улицы Жибек Жолы, Гоголя, Толе би, Кабанбай батыра, Шевченко и Курмангазы. На проспекте оживлённое пешеходное и транспортное движение. На проспекте имеется 6 подземных переходов.

## История и архитектура
Общественный центр начал создаваться в 1930-е годы в период строительства на западной стороне проспекта зданий трёх наркоматов между улицами Гоголя и Айтеке би. Здания объединенные одним архитектурным замыслом, образовали красивый курдонёр, где установлен бюст-памятник С. Д. Луганскому. В 1940—1950-е годы на бывшей площади Коминтерна перед зданием Театра Юного зрителя разбит сквер и установлен памятник Амангельды Иманову. В 1950—1960-е годы построено здание Дома правительства, был установлен памятник В. И. Ленину, с северной стороны здания мемориальное сооружение на месте казармы, в которой размещался в ночь со 2 на 3 марта 1918 года Военно-революционный комитет-штаб революции в Верном. Сегодня скверы вокруг бывшего здания Дома правительства-любимое место отдыха алматинцев.
Проспект Абылай хана пример современного стиля в градостроительстве. Застройка проспекта имеет важное значение в формировании архитектурного облика Алматы. В зданиях на проспекте до 1997 года были размещены правительственные и государственные учреждения, советские партийные, хозяйственные и общественные организации. Алматинский обком Компартии Казахстана, областные и городские исполкомы Совета народных депутатов, министерства здравоохранения, торговли, сельского хозяйства, научно-исследовательские и проектные институты «ГПИ Алмаатагипрогор», «Казахский филиал Гидропроект», «ГГПИ Казгорстройпроект», «Энергогосетьпрект». Сегодня по прежнему расположены Главное архитектурно-планировочное управление города, Дом союза писателей Казахстана, учебные заведения и культурные организации как «Казахский государственный академический театр для детей и юношества имени Г. Мусрепова», «Казахская государственная консерватория имени Курмангазы», «Русский театр драмы имени М. Ю. Лермонтова», гостиница «Жетысу», торговый дом «ЦУМ», «Детский мир», гастроном «Столичный», ресторан «Алма-Ата».

### Подземные пешеходные переходы
Улица отличается наличием 6 подземных переходов на пересечениях с проспектом Раимбека, улицами Жибек Жолы, Гоголя, Казыбек би, Кабанбай батыра и проспектом Абая.

## Происхождение названия
Изначально улица носила названия Старокладбищенская, Вокзальная, с 1933 года проспект имени Сталина, затем с 1961 года проспект Коммунистический, и в начале 1990-х годов переименован в Абылай хана.

## Озеленение и благоустройство
В советские годы по обеим сторонам проспекта были построены благоустроенные пешеходные тротуары, которые представляли собой тенистые аллеи, которые были озеленены лиственными породами деревьев таких как: тополь, карагач и вяз Андросова, которые тянулись в сторону гор более чем 4-метровой зелёной полосой скверов и цветников. Были проложены магистральные оросительные арыки, которые летом ежедневно были полноводными.

## Примечательные здания и сооружения
- Абылай хана 79, Министерство сельского хозяйства Казахской ССР (бывшее), памятник архитектуры. Построено для Наркомата совхозов в 1937 году, архитектор здания Г. П. Кушнаренко. Входит в ансамбль зданий 3-х Наркоматов, построенных в 1935—1938 году: Наркомата здравоохранения (архитектор М. Д. Шугал; до 1991 года помещение Комитета народного контроля Казахской ССР), Наркомата пищевой промышленности (архитектор Кушнаренко); до 1991 года помещение КазТАГ). Здания, объединенные единым архитектурным замыслом, образовали красивый курдонер, украшенный впоследствии бюстом С. Д. Луганского (1947 год, скульптор Н. И. Павлов). Строгие формы здания, четкий ритм пилонов, выделенных цветом, создают торжественное настроение. Объемная композиция состоит из двух равновеликих параллелепипедов и углового портика, завершенного невысоким раскрепованным парапетом. Построено из жженого кирпича с устройством антисейсмических поясов. Основным мотивом архитектуры оформления здания является вертикальное членение плоскостей стен пилястрами, решенными пышными коринфским ордером. Внутри удобная для административного здания коридорная планировка, способствующая рациональному использованию внутренних помещений. В наши дни здание является штаб квартирой партии «Нур-Отан»[1].

- Абылай хана 97, Министерство финансов Казахской ССР (бывшее), Построено для Президиума Верховного Совета Казахской ССР в 1938 году (архитектор М. Д. Шугал). Объемная композиция здания обусловлена угловым расположением и состоит из трёх павильонов. Угловая часть здания акцентирована портиком из 4-х колонн и бокового пилона. Фасады решены в дорическом ордере. Парапет украшен горельефным изображением на горизонтальной плоскости фигур-людей труда первых довоенных пятилеток, символов трудовой и воинской доблести. Подобное украшение парапета в градостроительной практике Алма-Аты было применено впервые. В наши дни в здании располагается — Алматинское государственное отделение финансов[1].
- Абылай хана 51, Республиканская клиническая больница (бывшая), была открыта в 1968 году, на 420 коек. Имела отделения: терапевтическое и хирургическое, гастроэнтерологии, аллергологическое, неврологическое, эндокринологическое и профессиональной патологии. Кроме стационара, больница располагало отделениями: лечебно-диагностическим, экстренной и плановой консультативной помощи, рентгено-радиологическим, патологоанатомическим, организационно-методическими кабинетами и лабораториями, аптекой, пансионатом для больных из областей, другие вспомогательными службами. Оказывала специализированное стационарную, а также экстренную и консультативную помощь на местах и различных областях республики. Больница координировала лечебно-профилактическую, организационно-методическую работу лечебно-профилактических учреждений республики. Госпитализировались больные по направлению Республиканской консультативной поликлиники или через отделения экстренной и планово-консультативной помощи. Являлось клинической базой научно-исследовательских институтов краевой патологии; эпидемиологии, микробиологии и инфекционных болезней[1]. Ныне больницы не существует.

- «Косые дома» (снесены) — Микрорайон был построен в период 1934—1937 гг. по проекту Петра Мартыновича Вильгельмзона. В квартиры микрорайона из 11-ти двухэтажных корпусов, получившего название «Дома специалистов», въехали выдающиеся деятели искусства и науки, видные государственные чиновники.

## Памятники
В 1947 году видный государственный деятель Алиби Джангильдин открыл конный памятник революционеру Амангельды Иманову. Скульптор — Хасбулат Аскар-Сарыджа, архитектор — Т. К. Басенов. Памятник отлит из бронзы, постамент выполнен из серого гранита.
Также в 1947 году по Указу Президиума Верховного Совета СССР от 1 июля 1944 года установлен бронзовый бюст дважды Герою Советского Союза Сергею Луганскому. Скульптор — Н. И. Павлов, архитектор — И. И. Белоцерковский.
В 1972 году перед городским железнодорожного вокзалом Алматы-2 был установлен монументальный памятник всесоюзному старосте Калинину. В 2000 году памятник был снесён и перенесен в сквер за кинотеатром «Сары-Арка» и на его месте в 2001 году установлен памятник казахскому хану Абылаю.

## Транспорт
На улице проходят многие троллейбусные и автобусные маршруты.
Троллейбусные маршруты
- 5: Ж/д вокзал Алматы 2, ул. Абылай хана, ЦУМ, ул. Абая, Центральный стадион, Цирк, мкр-ны 3,4,5,6,7,8, ул. Саина, КазЭУ, мкр. Жетысу-2, мкр. Жетысу-3, ул. Жубанова, рынок «Арыстан», мкр. Аксай-4, Аксай-5, ул. Момышулы, ул. Маречека, конечная мкр. Аксай-3.
- 6: Ж/д вокзал Алматы 2, ул. Абылай хана, ЦУМ, ул. Абая, ул. Ауэзова, ул. Сатпаева, ТРК Адк, ул. Щепеткова, ул. Шаляпина, мкр-ны 8,9,10,10А,11,12, ул. Алтынсарина, ТЮЗ им. Н.Сац, ул. Саина, мкр Мамыр 1,2,3,6,7, мкр Школьный, ул. Момышулы, мкр. Жетысу-2, мкр. Жетысу-3, ул. Жубанова, рынок «Арыстан», мкр. Аксай-4, Аксай-5, ул. Маречека, конечная мкр. Аксай-3.